# António Mascarenhas Monteiro

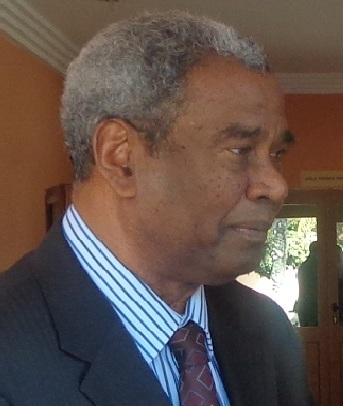
António Mascarenhas Monteiro (2016)

António Mascarenhas Monteiro (* 16. Februar 1944 in Santa Catarina, Santiago; † 16. September 2016) war ein kap-verdischer Politiker. Vom 22. März 1991 bis zum 22. März 2001 war er Präsident von Kap Verde.
Nach Abschluss der Schule ging Monteiro nach Belgien, um an der Katholischen Universität Löwen Rechtswissenschaft zu studieren.
Zwischen 1977 und 1980 war er Generalsekretär der Nationalversammlung. 1980 wurde er zum Präsidenten des Obersten Gerichtshofs von Kap Verde ernannt.
Nach der Einführung eines Mehrparteiensystems 1990 kündigte Monteiro seine Kandidatur für das Präsidentenamt an. Am 17. Februar 1991 wurde er mit der Unterstützung der Bewegung für Demokratie (MpD) mit überwältigender Mehrheit gewählt und trat sein Amt am 22. März 1991 an. Nach zwei Amtszeiten übergab Monteiro die Präsidentschaft an Pedro Pires und diente bis 2006 als Außenminister des Landes.
Am 20. September 2006 akzeptierte Monteiro seine Berufung als Sondergesandter von UN-Generalsekretär Kofi Annan für Osttimor. Monteiro sollte die Leitung der UNMIT von Sukehiro Hasegawa übernehmen, dessen Amtszeit endete; doch am 25. September lehnte Monteiro das Amt mit der Begründung ab, einige Konfliktparteien hätten Bedenken ihm gegenüber.